# Koi-nobori
Koi-nobori (jap. 鯉幟 koi-nobori; dosł. „chorągiew karpia”) – symbol japońskiego święta Tango no Sekku, obchodzonego jako Dzień Dziecka (Kodomo-no Hi).

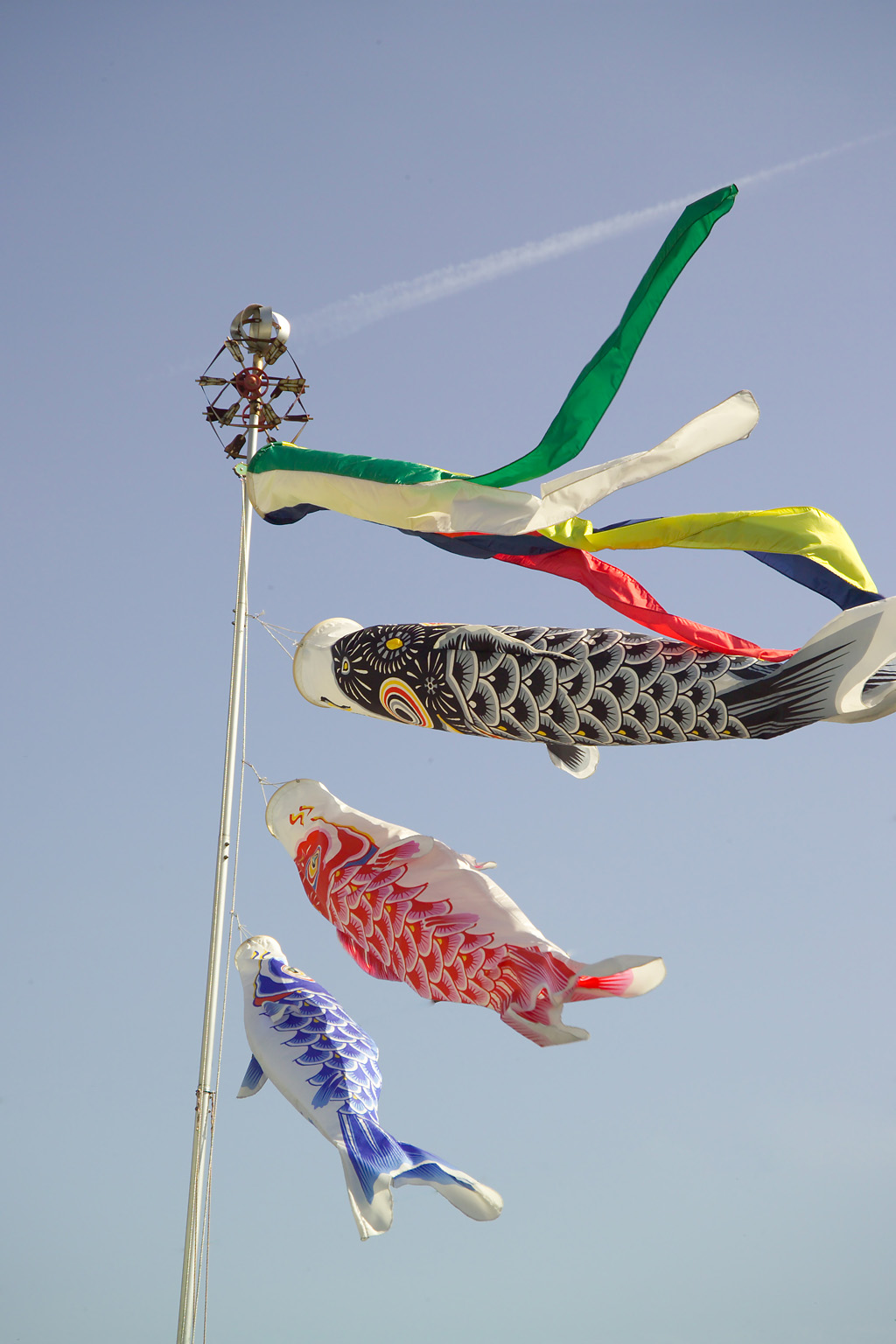
Koi-nobori

Koi-nobori swoim kształtem przypominają rękawy-wskaźniki wiatru stosowane np. na lotniskach. Są one zrobione z papieru, tworzywa sztucznego lub materiału, z namalowanym karpiem. Wieszane są na masztach przy domach, gdzie są chłopcy. Znane są również pod nazwą satsuki-nobori.
Dzień Dziecka w Japonii obchodzi się 5 maja, ale już od kwietnia można zobaczyć przydomowe ogródki udekorowane koi-nobori, ku czci syna, aby rósł silny i zdrowy.
Koi-nobori składa się z czarnego koi-nobori, symbolizującego ojca i czerwonego (różowego lub pomarańczowego), symbolizującego matkę, niebieskiego, symbolizującego najstarszego syna. Jeśli w rodzinie jest więcej synów dodawane są kolejne koi-nobori w kolorach zielonym, fioletowym.
Zgodnie z legendą był sobie karp, który chciał płynąć w górę rzeki, przeskakując wodospad. Starał się bardzo mocno, ale nie mógł sobie poradzić. W końcu bogowie zlitowali się nad karpiem i zamienili go w smoka, który nie tylko wspiął się na wodospad, ale również poleciał do nieba. Opierając się na tej legendzie, Chińczycy obchodzą Święto Smoczych Łodzi, podczas gdy w Japonii wystawia się koi-nobori. Karp stał się symbolem siły i zdolności pokonywania przeszkód, a więc cech przydatnych chłopcom w życiu.
Koi-nobori ma rozmiary od kilku centymetrów do kilku metrów długości. W 1988 roku, w Kazo w prefekturze Saitama zbudowano koi-nobori o długości 100 m i wadze 350 kg.
Popularna jest również krótka piosenka Koi-nobori, która jest śpiewana przez synów razem z ich rodzinami:
Japoński:

屋根より高い鯉幟

大きな真鯉はお父さん

小さな緋鯉は子供たち

面白そうに泳いでる
Rōmaji:

Yane yori takai koi-nobori

Ōkina magoi wa o-tō-san

Chiisana higoi wa kodomo-tachi

Omoshirosō ni oyoideru

Tłumaczenie:

Wyżej niż dachy są koi-nobori

Wielki, czarny karp to ojciec

Małe, złote karpie to dzieci

Radośnie płyną

## Galeria

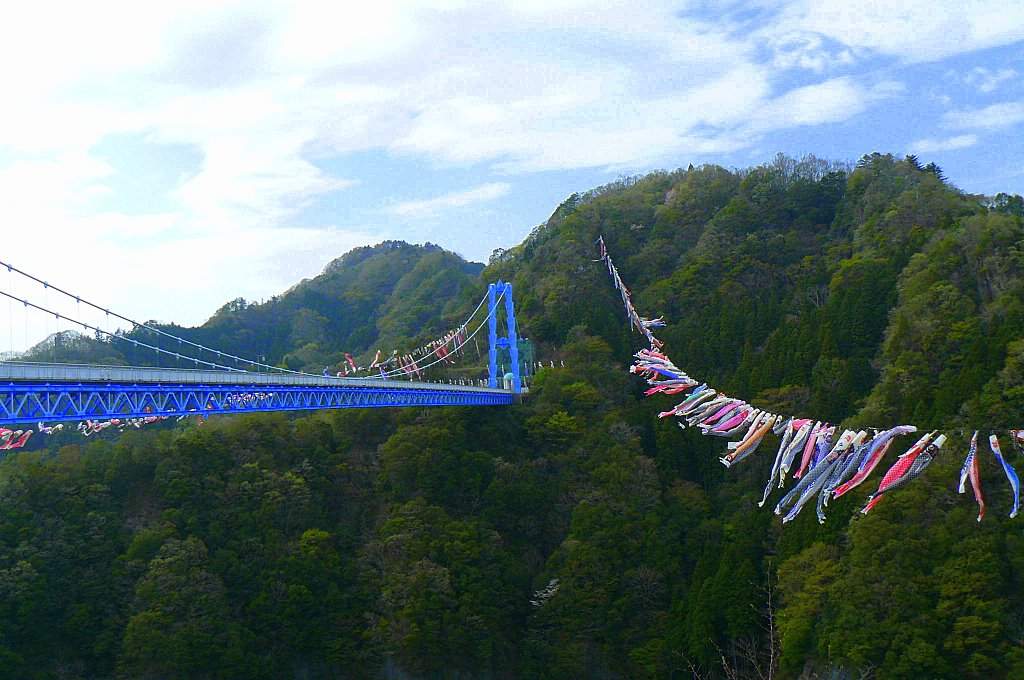
Rozpięte wzdłuż mostu Ryūjin, prefektura Ibaraki
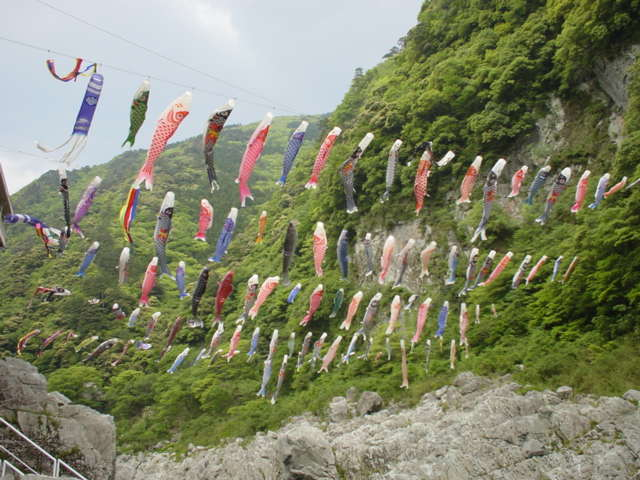
Koi-nobori nad kanionem na Sikoku
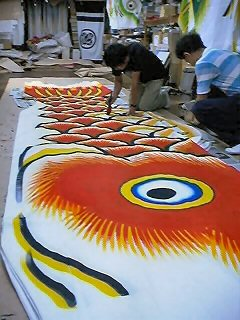
Malowanie
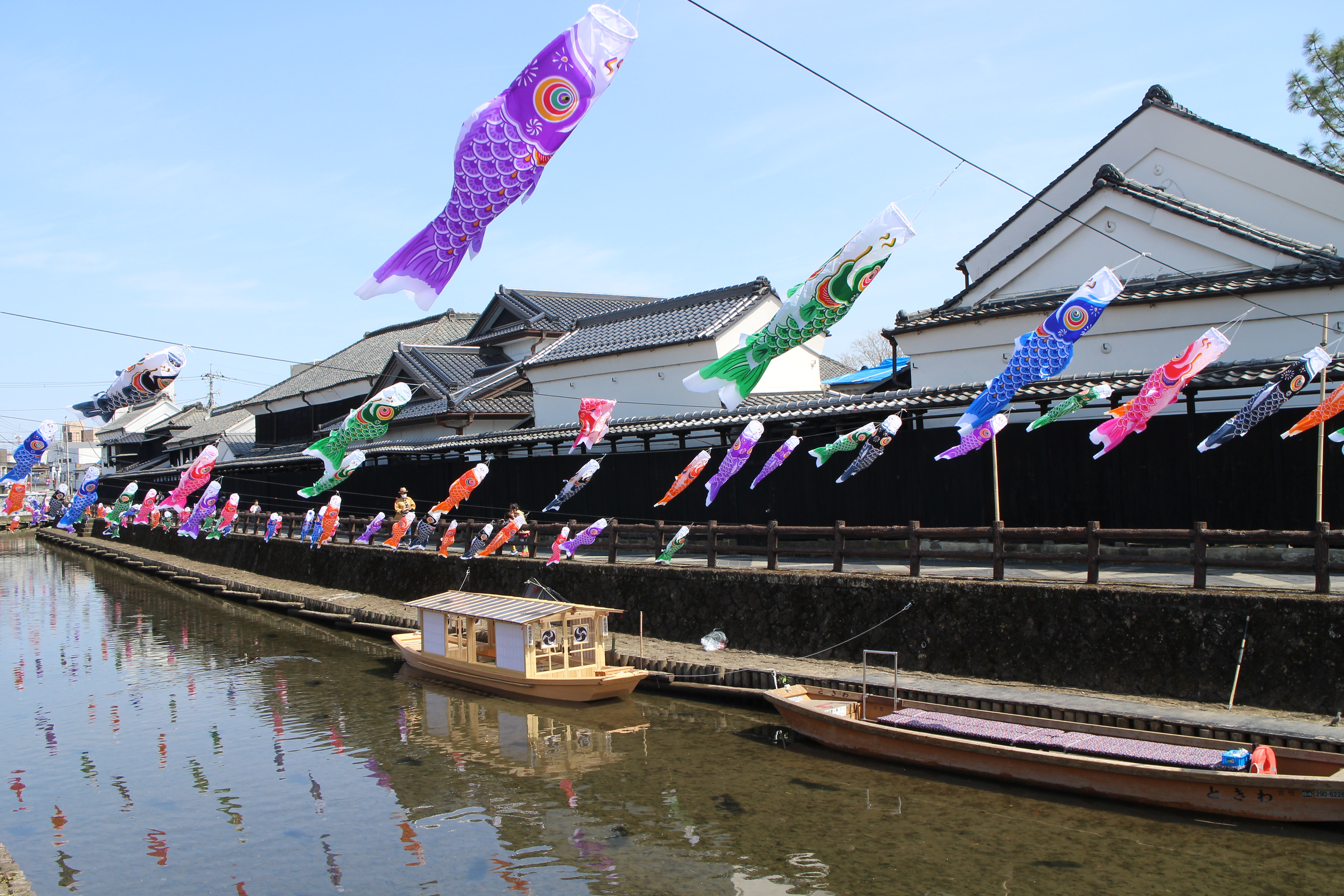
Koi-nobori w Tochigi (2017)